# آپارنا سن
آپارنا سن (انگلیسی: Aparna Sen؛ زادهٔ ۲۵ اکتبر ۱۹۴۵) یک هنرپیشه، کارگردان و فیلم‌نامه‌نویس اهل هند است.
از فیلم‌ها یا برنامه‌های تلویزیونی که وی در آن نقش داشته است می‌توان به گورو اشاره کرد.

## فیلم‌شناسی
فهرست برخی از فیلم‌هایی که آپارنا سن در آنها به ایفای نقش پرداخته‌است:
- گورو
- کانیا نوجوان
- روز و شب در جنگل
- میانجی
- ناگهان، یک روز
- کمین
- بمبئی تاکی
- چهار ضلعی
- پاراما
- ساگینا